# Paolo Antonio Micallef
Paolo Antonio Micallef (1818–1883) – maltański prałat, który służył jako arcybiskup Pizy od 1871 do swojej śmierci w 1883.

## Życiorys
Pawlu Micallef urodził się w Valletcie na Malcie 15 maja 1818. Wstąpił do zakonu Augustianów i został wyświęcony na księdza 6 marca 1841. W 1855 papież Pius IX ustanowił go wikariuszem generalnym zakonu. 21 grudnia 1863 Micallef został mianowany biskupem Città di Castello w Umbrii. Sakrę biskupią przyjął 10 stycznia 1864 w Rzymie z rąk kardynała Costantino Patrizi Nano. W 1866, po śmierci pierwszego biskupa Gozo Michaela Buttigiega, papież Pius IX wyznaczył go Apostolskim Administratorem diecezji Gozo na Malcie. Zajmował to stanowisko do listopada 1867, kiedy zastąpił go na nim biskup Antonius Grech Delicata Testaferrata. 27 października 1871 biskup Micallef został wyznaczony na arcybiskupa Pizy, zastępując zmarłego biskupa Cosimo Corsiego. Był jednym z biskupów biorących udział w soborze watykańskim I (1869–1870).
Arcybiskup Micallef zmarł w Pizie 8 marca 1883 w wieku 64 lat; został pochowany w tamtejszej katedrze.